# 1962年ドイツグランプリ
1962年ドイツグランプリ (1962 German Grand Prix) は、1962年のF1世界選手権第6戦として、1962年8月5日にニュルブルクリンクで開催された。
レースは15周で行われ、BRMのグラハム・ヒルが予選2位から優勝した。ローラをドライブするジョン・サーティースが2位、ポルシェのダン・ガーニーが3位となった。上位6台が全て異なるコンストラクターだったことで、本レースは注目に値するものであった。

## レース概要

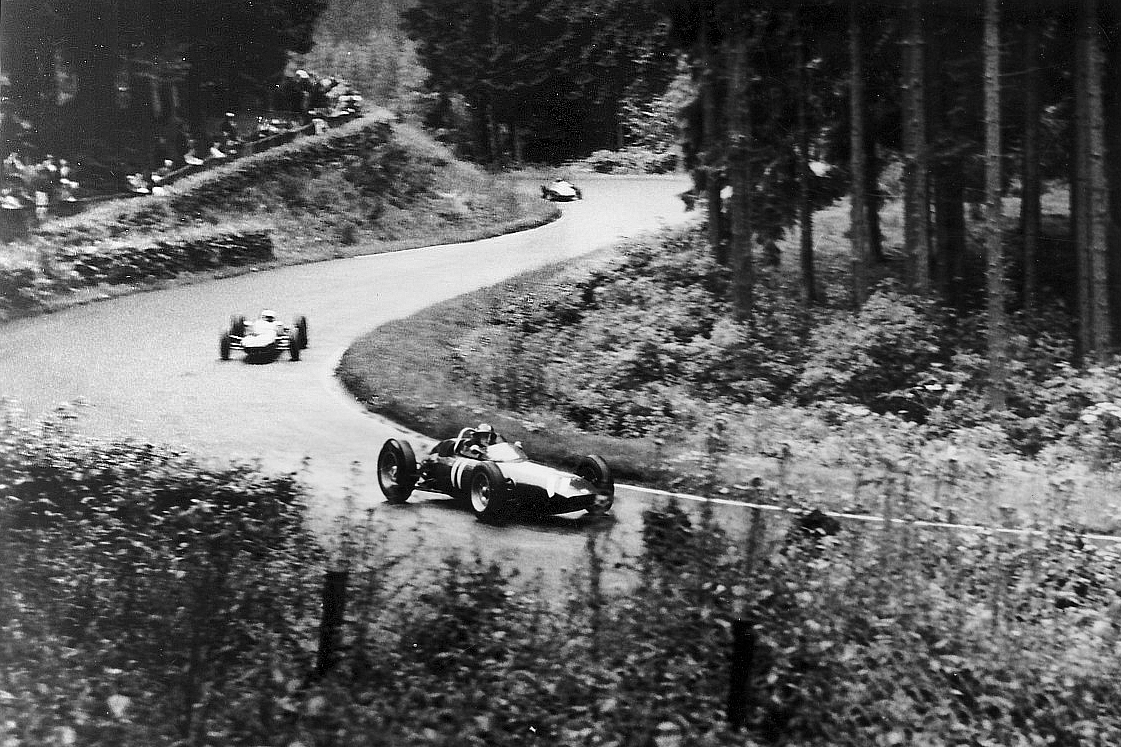
グラハム・ヒルがジョン・サーティースとダン・ガーニーをリードする。この順位のままレースは終了した。

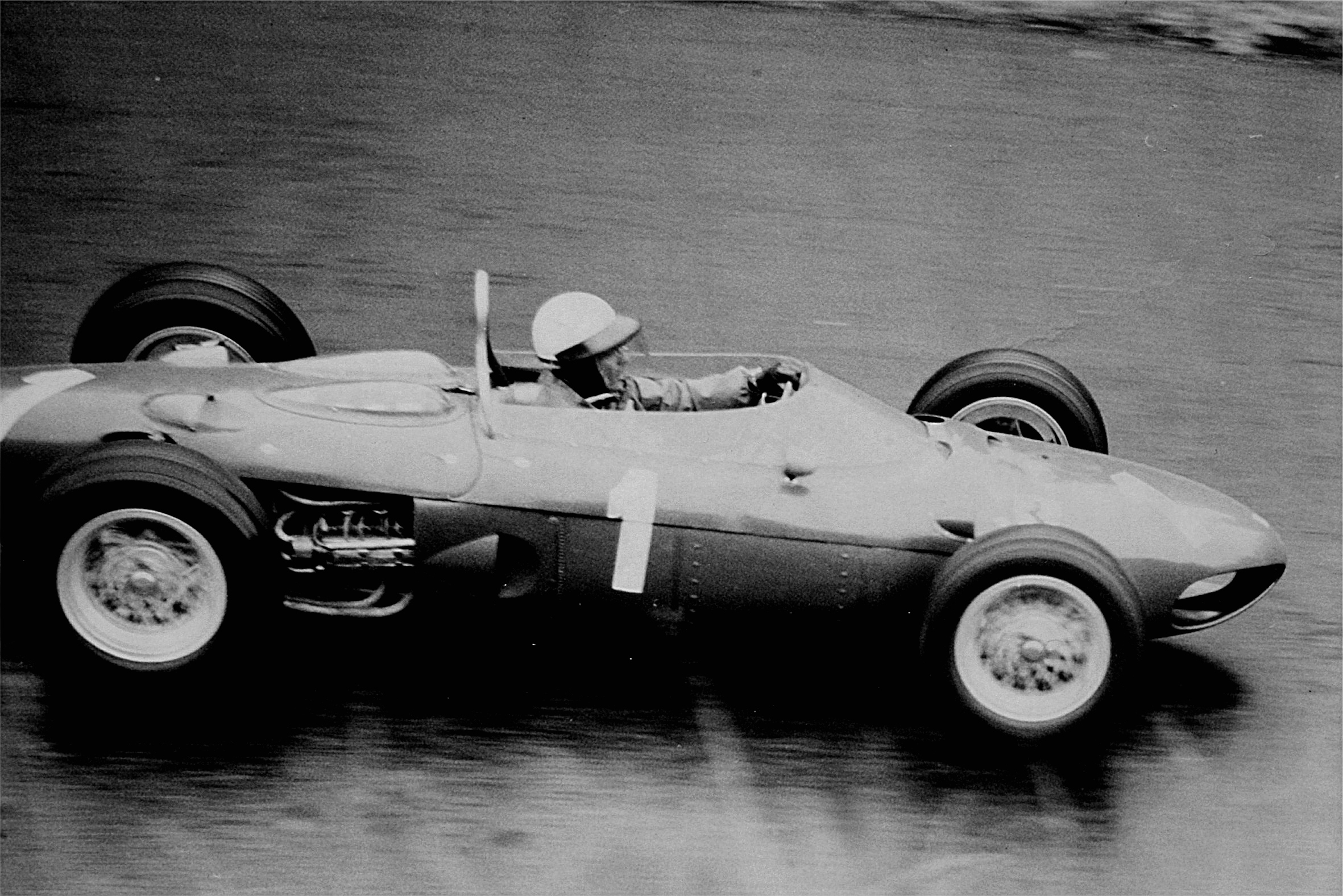
フィル・ヒルがドライブするフェラーリ・156。彼はレース中盤にリタイアした。

大雨による水と泥の流れがコースの一部を覆ったため、レースは1時間以上遅れてスタートした。路面は完全に乾くことはなく、ウエットコンディションのままレースは行われた。グラハム・ヒルはウエットコンディションで巧みに走り、トップドライバーとして徐々に頭角を現し始めたサーティースが続いた。サーティースは本レースでドライバーズランキング3位に立ったが、この年は本レースが最後の入賞となった。ガーニーは見事なハンドリングでフィル・ヒルをかわして3位となった。フェラーリは前戦イギリスGPよりもはるかに良くなっていたが、フィル・ヒルはオイルでバイザーが汚れたためピットインしなければならず、ピットアウト直後にリアサスペンションが壊れてリタイアした。フェラーリは労働ストライキによりフランスGPを欠場し、続くイギリスGPもフィル・ヒル1台のみの出走にとどまったが、異なる仕様とした4台の156で力を発揮した。フィル・ヒルの156には最新の6速トランスミッションが搭載され、リカルド・ロドリゲスは改良型のティーポ188(バンク角65度)エンジンが搭載された156でチーム最上位の6位入賞を果たしたのに対し、ジャンカルロ・バゲッティは従来型の156で10位に終わった。ロレンツォ・バンディーニは通常のノーズコーン、小型のラジエーター、フロントとリアのサスペンションを改造した開発カーを走らせたが、11位走行中の3周目にリタイアした。
ジム・クラークはスタート時に燃料ポンプが起動せず13秒をロスしてしまい、燃料ポンプが始動した時には最後尾の26位に後退した。クラークは1周目に17台を抜き、首位と3-4秒速いタイムを出して猛追するが、レース中盤に数回のクラッシュが発生した後、ペースを少し緩め、4位に入賞した。5位のブルース・マクラーレン(クーパー)はクライマックスFWMVエンジン(V8)を搭載したT60を使用した。チームメイトのトニー・マグスも当初はT60を走らせる予定だったが、予選でカレル・ゴダン・ド・ボーフォールのポルシェ・718に取り付けられたドイツのテレビ会社のカメラがコース上に落ち、グラハム・ヒルとともにクラッシュを喫したため、古いクライマックスFPFエンジン(直列4気筒)を搭載したスペアカーのT55を使用せざるを得ず、9位に終わった。グランプリ・ドライバーズ・アソシエーション(GPDA)は安全上のリスクに起因する車載カメラを使用しない方針だったが、ド・ボーフォールはGPDAには所属していなかった。
本レースには3台の新しいマシンが登場した。BRMの新しいV8エンジンを搭載したギルビー(キース・グリーンがドライブ)は、レース中盤にギアボックスのトラブルでリタイアした。マセラティの直列4気筒エンジンを搭載したベルギーのENBをドライブしたルシアン・ビアンキは最下位の16位で完走した。このマシンは、前年に使用したエメリソンをフェラーリ・156のようなシャークノーズを装備したボディに改造したもので、非選手権レースと本レースのみの参加となった。ポールポジションを獲得したガーニーが8分47秒2を出したのに対し、ビアンキのENBは10分40秒7と2分近く遅かったが、彼より速いドライバーが予選通過に最低限必要な5周を走行しなかったおかげで決勝に出走することができた。最も重要なのは、ジャック・ブラバムが創設したブラバムの最初のF1マシンBT3がデビューを果たしたことであった。彼は練習走行の初日にベアリングが壊れてスピンを喫し、トレバー・テイラーのロータス・24(エンジンのバルブが曲がった)の部品を使って修復されたエンジンで予選を通過し、後方グリッドからレースを開始した。彼は1周目が終わるまでに9位に上がったが、その後スロットルが壊れて9周目にリタイアとなった。ブラバムのコンストラクターとしてのデビュー戦は不本意な結果に終わったが、彼はマシン、特にハンドリングに満足していた。

## エントリーリスト
| チーム                                           | No. | ドライバー                                          | コンストラクター | シャシー | エンジン                    |
| ------------------------------------------------ | --- | --------------------------------------------------- | ---------------- | -------- | --------------------------- |
| スクーデリア・フェラーリ SpA SEFAC               | 1   | フィル・ヒル                                        | フェラーリ       | 156      | フェラーリ Tipo178 1.5L V6  |
| スクーデリア・フェラーリ SpA SEFAC               | 2   | ジャンカルロ・バゲッティ                            | フェラーリ       | 156      | フェラーリ Tipo178 1.5L V6  |
| スクーデリア・フェラーリ SpA SEFAC               | 3   | リカルド・ロドリゲス                                | フェラーリ       | 156      | フェラーリ Tipo178 1.5L V6  |
| スクーデリア・フェラーリ SpA SEFAC               | 4   | ロレンツォ・バンディーニ                            | フェラーリ       | 156      | フェラーリ Tipo178 1.5L V6  |
| チーム・ロータス                                 | 5   | ジム・クラーク                                      | ロータス         | 25       | クライマックス FWMV 1.5L V8 |
| チーム・ロータス                                 | 6   | トレバー・テイラー                                  | ロータス         | 24       | クライマックス FWMV 1.5L V8 |
| ポルシェ・システム・エンジニアリング             | 7   | ダン・ガーニー                                      | ポルシェ         | 804      | ポルシェ 753 1.5L F8        |
| ポルシェ・システム・エンジニアリング             | 8   | ヨアキム・ボニエ                                    | ポルシェ         | 804      | ポルシェ 753 1.5L F8        |
| クーパー・カー・カンパニー                       | 9   | ブルース・マクラーレン                              | クーパー         | T60      | クライマックス FWMV 1.5L V8 |
| クーパー・カー・カンパニー                       | 10  | トニー・マグス                                      | クーパー         | T55      | クライマックス FPF 1.5L L4  |
| オーウェン・レーシング・オーガニゼーション       | 11  | グラハム・ヒル                                      | BRM              | P57      | BRM P56 1.5L V8             |
| オーウェン・レーシング・オーガニゼーション       | 12  | リッチー・ギンサー                                  | BRM              | P57      | BRM P56 1.5L V8             |
| オーウェン・レーシング・オーガニゼーション       | 33  | トニー・マーシュ 1                                  | BRM              | P48/57   | BRM P56 1.5L V8             |
| ヨーマン・クレジット・レーシングチーム           | 14  | ジョン・サーティース                                | ローラ           | Mk4      | クライマックス FWMV 1.5L V8 |
| ヨーマン・クレジット・レーシングチーム           | 15  | ロイ・サルヴァドーリ                                | ローラ           | Mk4      | クライマックス FWMV 1.5L V8 |
| ブラバム・レーシング・オーガニゼーション         | 16  | ジャック・ブラバム                                  | ブラバム         | BT3      | クライマックス FWMV 1.5L V8 |
| ロブ・ウォーカー・レーシングチーム               | 17  | モーリス・トランティニアン                          | ロータス         | 24       | クライマックス FWMV 1.5L V8 |
| エキュリー・マールスベルゲン                     | 18  | カレル・ゴダン・ド・ボーフォール                    | ポルシェ         | 718      | ポルシェ 547/3 1.5L F4      |
| エキュリー・フィリピネッティ                     | 19  | ジョー・シフェール                                  | ロータス         | 21       | クライマックス FPF 1.5L L4  |
| エキュリー・フィリピネッティ                     | 28  | ハインツ・シラー                                    | ロータス         | 24       | BRM P56 1.5L V8             |
| エキュリー・フィリピネッティ                     | 32  | ハイニ・ヴァルター                                  | ポルシェ         | 718      | ポルシェ 547/3 1.5L F4      |
| エキュリー・ギャロワーズ                         | 20  | ジャッキー・ルイス                                  | クーパー         | T53      | クライマックス FPF 1.5L L4  |
| エキップ・ナツィオナーレ・ベルゲ                 | 21  | ルシアン・ビアンキ                                  | ENB              | F1       | マセラティ 6-1500 1.5L L4   |
| スクーデリア・レパブリカ・ディ・ヴェネツィア     | 22  | カルロ・マリア・アバーテ 2                          | ロータス         | 18/21    | クライマックス FPF 1.5L L4  |
| スクーデリア・レパブリカ・ディ・ヴェネツィア     | 26  | ニーノ・ヴァッカレッラ                              | ポルシェ         | 718      | ポルシェ 547/3 1.5L F4      |
| アングロ＝アメリカン・エキップ                   | 25  | イアン・バージェス                                  | クーパー         | T59      | クライマックス FPF 1.5L L4  |
| ギルビー・エンジニアリング                       | 27  | キース・グリーン                                    | ギルビー         | 62       | BRM P56 1.5L V8             |
| ジョン・ダルトン                                 | 29  | トニー・シェリー                                    | ロータス         | 18/21    | クライマックス FPF 1.5L L4  |
| エキュリー・エクセルシオール                     | 30  | ジェイ・チャンバーレイン                            | ロータス         | 18       | クライマックス FPF 1.5L L4  |
| ベルナール・コロンブ                             | 31  | ベルナール・コロンブ                                | クーパー         | T53      | クライマックス FPF 1.5L L4  |
| オートスポート・チーム・ウォルフガング・ザイデル | 34  | ヴォルフガング・ザイデル ギュンター・ザイフェルト 3 | ロータス         | 24       | BRM P56 1.5L V8             |
| ソース:                                          |     |                                                     |                  |          |                             |

追記
- タイヤは全車ダンロップ
- ^1 - マシンが準備できず[8]
- ^2 - エントリーしたが出場せず
- ^3 - 予備登録

## 結果

### 予選
| 順位    | No. | ドライバー                       | コンストラクター        | タイム  | 差      | グリッド |
| ------- | --- | -------------------------------- | ----------------------- | ------- | ------- | -------- |
| 1       | 7   | ダン・ガーニー                   | ポルシェ                | 8:47.2  | —       | 1        |
| 2       | 11  | グラハム・ヒル                   | BRM                     | 8:50.2  | +3.0    | 2        |
| 3       | 5   | ジム・クラーク                   | ロータス-クライマックス | 8:51.2  | +4.0    | 3        |
| 4       | 14  | ジョン・サーティース             | ローラ-クライマックス   | 8:57.5  | +10.3   | 4        |
| 5       | 9   | ブルース・マクラーレン           | クーパー-クライマックス | 9:00.7  | +13.5   | 5        |
| 6       | 8   | ヨアキム・ボニエ                 | ポルシェ                | 9:04.0  | +16.8   | 6        |
| 7       | 12  | リッチー・ギンサー               | BRM                     | 9:05.9  | +18.7   | 7        |
| 8       | 18  | カレル・ゴダン・ド・ボーフォール | ポルシェ                | 9:12.9  | +25.7   | 8        |
| 9       | 15  | ロイ・サルヴァドーリ             | ローラ-クライマックス   | 9:14.1  | +26.9   | 9        |
| 10      | 3   | リカルド・ロドリゲス             | フェラーリ              | 9:14.2  | +27.0   | 10       |
| 11      | 17  | モーリス・トランティニアン       | ロータス-クライマックス | 9:19.0  | +31.8   | 11       |
| 12      | 1   | フィル・ヒル                     | フェラーリ              | 9:24.7  | +37.5   | 12       |
| 13      | 2   | ジャンカルロ・バゲッティ         | フェラーリ              | 9:28.1  | +40.9   | 13       |
| 14      | 32  | ハイニ・ヴァルター               | ポルシェ                | 9:30.0  | +42.8   | 14       |
| 15      | 26  | ニーノ・ヴァッカレッラ           | ポルシェ                | 9:33.8  | +46.6   | 15       |
| 16      | 25  | イアン・バージェス               | クーパー-クライマックス | 9:39.2  | +52.0   | 16       |
| 17      | 19  | ジョー・シフェール               | ロータス-クライマックス | 9:39.3  | +52.1   | 17       |
| 18      | 4   | ロレンツォ・バンディーニ         | フェラーリ              | 9:39.7  | +52.5   | 18       |
| 19      | 27  | キース・グリーン                 | ギルビー-BRM            | 9:47.1  | +59.9   | 19       |
| 20      | 28  | ハインツ・シラー                 | ロータス-BRM            | 9:51.5  | +1:04.3 | 20       |
| 21      | 20  | ジャッキー・ルイス               | クーパー-クライマックス | 9:58.0  | +1:10.8 | 21       |
| 22      | 6   | トレバー・テイラー               | ロータス-クライマックス | 10:09.6 | +1:22.4 | 26 1     |
| 23      | 31  | ベルナール・コロンブ             | クーパー-クライマックス | 10:09.7 | +1:22.5 | 22       |
| 24      | 29  | トニー・シェリー                 | ロータス-クライマックス | 10:18.6 | +1:31.4 | DNQ 2    |
| 25      | 10  | トニー・マグス                   | クーパー-クライマックス | 10:21.2 | +1:34.0 | 23       |
| 26      | 16  | ジャック・ブラバム               | ブラバム-クライマックス | 10:21.6 | +1:34.4 | 24       |
| 27      | 34  | ヴォルフガング・ザイデル         | ロータス-BRM            | 10:38.2 | +1:51.0 | DNQ 2    |
| 28      | 21  | ルシアン・ビアンキ               | ENB-マセラティ          | 10:40.7 | +1:53.5 | 25       |
| 29      | 30  | ジェイ・チャンバーレイン         | ロータス-クライマックス | 11:12.9 | +2:25.7 | DNQ 2    |
| 30      | 34  | ギュンター・ザイフェルト         | ロータス-BRM            | 11:38.9 | +2:51.7 | DNQ 2    |
| ソース: |     |                                  |                         |         |         |          |

追記
- ^1 - テイラーは5周以上走行しなかったが、最後尾グリッドからのスタートが認められた[10]
- ^2 - 5周以上走行しなかったため予選不通過[9]

### 決勝
| 順位    | No. | ドライバー                       | コンストラクター        | 周回数 | タイム/リタイア原因 | グリッド | ポイント |
| ------- | --- | -------------------------------- | ----------------------- | ------ | ------------------- | -------- | -------- |
| 1       | 11  | グラハム・ヒル                   | BRM                     | 15     | 2:38:45.3           | 2        | 9        |
| 2       | 14  | ジョン・サーティース             | ローラ-クライマックス   | 15     | +2.5                | 4        | 6        |
| 3       | 7   | ダン・ガーニー                   | ポルシェ                | 15     | +4.4                | 1        | 4        |
| 4       | 5   | ジム・クラーク                   | ロータス-クライマックス | 15     | +42.1               | 3        | 3        |
| 5       | 9   | ブルース・マクラーレン           | クーパー-クライマックス | 15     | +1:19.6             | 5        | 2        |
| 6       | 3   | リカルド・ロドリゲス             | フェラーリ              | 15     | +1:23.8             | 10       | 1        |
| 7       | 8   | ヨアキム・ボニエ                 | ポルシェ                | 15     | +4:37.3             | 6        |          |
| 8       | 12  | リッチー・ギンサー               | BRM                     | 15     | +5:00.1             | 7        |          |
| 9       | 10  | トニー・マグス                   | クーパー-クライマックス | 15     | +5:07.0             | 23       |          |
| 10      | 2   | ジャンカルロ・バゲッティ         | フェラーリ              | 15     | +8:14.7             | 13       |          |
| 11      | 25  | イアン・バージェス               | クーパー-クライマックス | 15     | +8:15.3             | 16       |          |
| 12      | 19  | ジョー・シフェール               | ロータス-クライマックス | 15     | +8:15.5             | 17       |          |
| 13      | 18  | カレル・ゴダン・ド・ボーフォール | ポルシェ                | 15     | +9:11.8             | 8        |          |
| 14      | 32  | ハイニ・ヴァルター               | ポルシェ                | 14     | +1 Lap              | 14       |          |
| 15      | 26  | ニーノ・ヴァッカレッラ           | ポルシェ                | 14     | +1 Lap              | 15       |          |
| 16      | 21  | ルシアン・ビアンキ               | ENB-マセラティ          | 14     | +1 Lap              | 25       |          |
| Ret     | 20  | ジャッキー・ルイス               | クーパー-クライマックス | 10     | サスペンション      | 21       |          |
| Ret     | 1   | フィル・ヒル                     | フェラーリ              | 9      | サスペンション      | 12       |          |
| Ret     | 16  | ジャック・ブラバム               | ブラバム-クライマックス | 9      | スロットル          | 24       |          |
| Ret     | 27  | キース・グリーン                 | ギルビー-BRM            | 7      | サスペンション      | 19       |          |
| Ret     | 15  | ロイ・サルヴァドーリ             | ローラ-クライマックス   | 4      | ギアボックス        | 9        |          |
| Ret     | 17  | モーリス・トランティニアン       | ロータス-クライマックス | 4      | ギアボックス        | 11       |          |
| Ret     | 4   | ロレンツォ・バンディーニ         | フェラーリ              | 4      | アクシデント        | 18       |          |
| Ret     | 28  | ハインツ・シラー                 | ロータス-BRM            | 4      | 油圧                | 20       |          |
| Ret     | 31  | ベルナール・コロンブ             | クーパー-クライマックス | 2      | ギアボックス        | 22       |          |
| Ret     | 6   | トレバー・テイラー               | ロータス-クライマックス | 0      | アクシデント        | 26       |          |
| DNQ     | 29  | トニー・シェリー                 | ロータス-クライマックス |        | 予選不通過          |          |          |
| DNQ     | 34  | ヴォルフガング・ザイデル         | ロータス-BRM            |        | 予選不通過          |          |          |
| DNQ     | 30  | ジェイ・チャンバーレイン         | ロータス-クライマックス |        | 予選不通過          |          |          |
| DNQ     | 34  | ギュンター・ザイフェルト         | ロータス-BRM            |        | 予選不通過          |          |          |
| ソース: |     |                                  |                         |        |                     |          |          |

ラップリーダー
- 1-2=ダン・ガーニー、3-15=グラハム・ヒル

## 第6戦終了時点のランキング
|   | 順位 | ドライバー             | ポイント |
| - | ---- | ---------------------- | -------- |
|   | 1    | グラハム・ヒル         | 28       |
|   | 2    | ジム・クラーク         | 21       |
| 2 | 3    | ジョン・サーティース   | 19       |
| 1 | 4    | ブルース・マクラーレン | 18       |
| 1 | 5    | フィル・ヒル           | 14       |

|   | 順位 | コンストラクター        | ポイント |
| - | ---- | ----------------------- | -------- |
| 1 | 1    | BRM                     | 31 (32)  |
| 1 | 2    | ロータス-クライマックス | 27       |
|   | 3    | クーパー-クライマックス | 23       |
| 1 | 4    | ローラ-クライマックス   | 19       |
| 1 | 5    | ポルシェ                | 16       |

- 注:  トップ5のみ表示。ベスト5戦のみがカウントされる。ポイントは有効ポイント、括弧内は総獲得ポイント。